# Промајна
Промајна је насељено место у саставу општине Башка Вода, Сплитско-далматинска жупанија, Република Хрватска.

## Историја
До територијалне реорганизације у Хрватској налазила се у саставу старе општине Макарска.

## Становништво
На попису становништва 2011. године, Промајна је имала 357 становника.
| Број становника по пописима | Број становника по пописима | Број становника по пописима | Број становника по пописима | Број становника по пописима | Број становника по пописима | Број становника по пописима | Број становника по пописима | Број становника по пописима | Број становника по пописима | Број становника по пописима | Број становника по пописима | Број становника по пописима | Број становника по пописима | Број становника по пописима | Број становника по пописима |
| --------------------------- | --------------------------- | --------------------------- | --------------------------- | --------------------------- | --------------------------- | --------------------------- | --------------------------- | --------------------------- | --------------------------- | --------------------------- | --------------------------- | --------------------------- | --------------------------- | --------------------------- | --------------------------- |
| 1857                        | 1869                        | 1880                        | 1890                        | 1900                        | 1910                        | 1921                        | 1931                        | 1948                        | 1953                        | 1961                        | 1971                        | 1981                        | 1991                        | 2001                        | 2011                        |
| 0                           | 0                           | 47                          | 46                          | 68                          | 101                         | 0                           | 93                          | 97                          | 124                         | 126                         | 176                         | 185                         | 231                         | 456                         | 357                         |

Напомена: Исказује се од 1991. као самостално насеље настало издвајањем дела насеља Крвавица. У 1857, 1869. и 1921. подаци су садржани у насељу Башка Вода.

### Попис1991.
На попису становништва 1991. године, насељено место Промајна је имало 231 становника, следећег националног састава:
| Попис 1991.‍  | Попис 1991.‍  | Попис 1991.‍ | Попис 1991.‍ | Попис 1991.‍ |
| ------------ | ------------ | ----------- | ----------- | ----------- |
|              |              |             |             |             |
| Хрвати       | Хрвати       |             | 196         | 84,84%      |
| Југословени  | Југословени  |             | 16          | 6,92%       |
| Мађари       | Мађари       |             | 6           | 2,59%       |
| Срби         | Срби         |             | 3           | 1,29%       |
| Италијани    | Италијани    |             | 1           | 0,43%       |
| Муслимани    | Муслимани    |             | 1           | 0,43%       |
| Румуни       | Румуни       |             | 1           | 0,43%       |
| Чеси         | Чеси         |             | 1           | 0,43%       |
| неопредељени | неопредељени |             | 3           | 1,29%       |
| непознато    | непознато    |             | 3           | 1,29%       |
| укупно: 231  |              |             |             |             |